# Magic (Fahrgeschäft)
Magic bezeichnet einen Fahrgeschäftstyp, der ab 1989 vom Hersteller HUSS Maschinenfabrik (jetzt Huss Park Attractions) aus Bremen gebaut wurde. Seitdem ist er als transportable Version auf Volksfesten oder festinstalliert in Vergnügungsparks anzutreffen.

## Aufbau
Das Fahrgeschäft besteht aus vier Auslegern, an denen sich jeweils Gondelkreuze mit drei weiteren Auslegern befinden. Am Ende dieser Ausleger hängen wiederum die Gondeln mit jeweils vier Sitzplätzen, die frei um ihre Achse schwingen können. Die Gondeln können mittels einer Bremse am freien Schwingen gehindert werden. Während der Fahrt bewegt sich der Hauptantrieb der vier Ausleger im Uhrzeigersinn, während sich die Gondelkreuze entgegengesetzt bewegen. Ein im Mittelbau befindlicher Hubring sorgt für eine Auf- und Abbewegung der vier Hauptausleger.

## Fahrweise
Die Fahrweise des Magic variiert stark je nach Stellplatz und Betreiber. In Freizeitparks wird meist eine schonende Fahrweise gewählt, da diese saisonal durchgehend in Betrieb sind und somit der Verschleiß der einzelnen Bauteile höher ist als bei reisenden Fahrgeschäften dieses Typs. Bei voll ausgelasteten Antrieben erreichen die Ausleger eine Geschwindigkeit von 18 Umdrehungen pro Minute.

## Typen

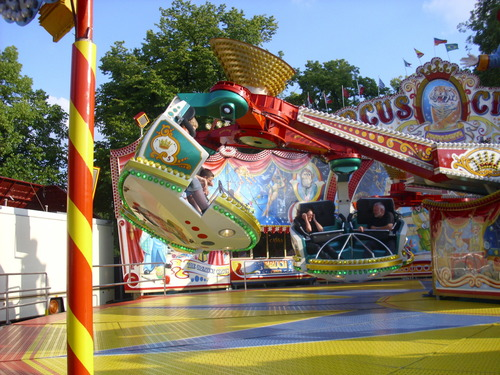
Der Magic in Aktion

Im Zeitraum von 1989 bis 2000 wurden insgesamt 15 Exemplare dieses Fahrgeschäfttyps gefertigt und ausgeliefert. Je nach Entstehung handelt es sich entweder um einen Magic Typ No. 1, No. 2, oder No. 3, wobei sich wesentliche Elemente der Fahrgeschäfte nicht unterscheiden (erste erbaute Magic = Typ No. 1, zweite erbaute Magic = Typ No. 2 etc.).

## Stationäre Anlagen in Freizeitparks
| Name                          | Baunummer | Baujahr | Freizeitpark                        | Land                   | Vorbesitzer                                                                 | Bemerkungen |
| ----------------------------- | --------- | ------- | ----------------------------------- | ---------------------- | --------------------------------------------------------------------------- | --- |
| Magic                         | 54 013    | 1990?   | Toshimaen                           | Japan                  |                                                                             | Park ist seit 2020 geschlossen, das Fahrgeschäft wurde verkauft auf Amusement Rides und reist seit 2024 unter Burkhart in Österreich (siehe Reiseanlagen).                                     |
| Magic                         | 54 741    | 1989    | Luna Park (Odessa)                  | Ukraine                | bis 1994: Buser (CH), 1994–2008: Hinzen (NL), 2009–2011: Kraak/Dauphin (NL) | 2007–2008 eingelagert |
| Magic                         | 54 744    | 1992    | Heide Park Resort                   | Deutschland            |                                                                             | |
| Magic Experience              | 54 745    | 1991    | Marineland (Niagara Falls, Ontario) | Kanada                 |                                                                             | derzeit außer Betrieb (Park wurde verkauft), keine Abdeckungen mehr über den Motoren der Gondelkreuze                                                                                          |
| Time Machine (Magic Mega Mix) | 54 746    | 1993    | Fantasy Island Park (Mellors)       | Vereinigtes Königreich | Lesnik (Großefehn), bis 2014: Ludewigt (Oldenburg)                          | Ursprünglich Reisegeschäft, Podium stammt von Riesenkrake (Monster III), Rückwand Eigenbau, 2014 nach Dubai verkauft, vermutlich damals schon an Mellors. 2025 Umgestaltung zur ‚Time Machine‘ |
| Spinning Vibe                 |           | 2000    | Walibi Holland                      | Niederlande            |                                                                             | neu thematisiert 2011, alter Name Il Gladiatore |
| Magic Dance                   | 54 749    | 2007    | Carron Dreampark                    | Philippinen            | Songdo Resort (KOR), SM Mall of Asis (PHL)                                  | Einzige Fahrt, bei der sich die Kreuze im Uhrzeigersinn drehen. Neu thematisiert 2014, 2019 & 2023. Ursprüngliche Namen: Magic, Flying Stars.                                                  |

## Reisende Anlagen
| Name          | Baunummer | Baujahr | Schausteller                  | Land                   | Vorbesitzer | Bemerkungen                                                |
| ------------- | --------- | ------- | ----------------------------- | ---------------------- | --- | ---------------------------------------------------------- |
| Magic         | 54 011    | 1989    | Meyer & Sohn (Potsdam)        | Deutschland            | 1989–1990: Ludewigt (Oldenburg), 1991–1996: Kopp (Paris, FRA), 1997: Meyer (Dresden), 1997–2006: Hainlein & Meyer (Berlin), 2007–2013: Hainlein (Berlin) | Im März 2024 bei SAD zur Umsetzung der DIN EN 13814        |
| Magic         | 54 012    | 1989    | Laurier                       | Frankreich             | 1989–1994: Robrahn (Bremen), 1995–1996: Spangenberger (Püttlingen), 1997–2004: Völlmecke (Münster) 2005–2016: Kollmann (Pfarrkirchen)                    |                                                            |
| Magic         | 54 013    | 1990?   | Burkhart (Werndorf)           | Österreich             | 1990–2020: Toshimaen (Tokyo, JPN) | seit 2024 auf Reise                                        |
| Circus Circus | 54 014    | 1989    | Gründler & Preuß (Düsseldorf) | Deutschland            | 1989–1990: Howey-Bruch (Bremen-Düsseldorf), 1991–2001: Bruch (Düsseldorf), 2002–2015: Bruch & Gründler (Düsseldorf) 2016: Gründler (Düsseldorf)          | In 2018 bei SAD überholt inkl. Anpassung nach DIN EN 13814 |
| Magic         | 54 742    | 1989    | Herrmann (Ohrdruf/Thüringen)  | Deutschland            | 1989–1991: Kinzler (Stuttgart) |                                                            |
| Magic         | 54 743    | 1991    | Mellors                       | Vereinigtes Königreich | 1991–2017: Hohmann (München), 2017–2020: Löffelhardt (Euskirchen)                                                                                        |                                                            |
| Magic         | 54 747    |         | Thurner (Vösendorf)           | Österreich             | |                                                            |
| Entertainer   | 54 748    | 1995    | Müller & Volklandt (Chemnitz) | Deutschland            | | bis 2017: Magic                                            |
| Magic         | 54 750    | 1996    | Spangenberger (Saarlouis)     | Deutschland            | |                                                            |